# John Wood Lewis
John Wood Lewis (* 1. Februar 1801 im Spartanburg County, South Carolina; † 11. Juli 1865 in Canton, Georgia) war ein US-amerikanischer Politiker. Er vertrat den Staat Georgia während des Sezessionskrieges als Senator im Konföderiertenkongress.
Der aus South Carolina stammende John Wood Lewis wurde erstmals in seinem Heimatstaat politisch tätig, als er zwischen 1830 und 1831 dem Repräsentantenhaus von South Carolina angehörte. Später zog er nach Georgia, wo er im Jahr 1845 Mitglied des Staatssenats war.
In den ersten Konföderiertenkongress zog Lewis am 7. April 1962 ein. Bei der Wahl vom November des Vorjahres war das Mandat ursprünglich an Robert Augustus Toombs gegangen; dieser hatte jedoch die Annahme verweigert, weil erst im fünften Wahlgang das Votum auf ihn gefallen war. Der zum Nachfolger ernannte Lewis schied am 19. Januar 1863 wieder aus dem Parlament aus, nachdem Herschel Johnson die Nachwahl für sich entschieden hatte.
Das Ende der Konföderation am 23. Juni 1865 erlebte Lewis noch mit; keine drei Wochen später starb er in Canton, wo er auch beigesetzt wurde.